# تصغير (تصنيع)

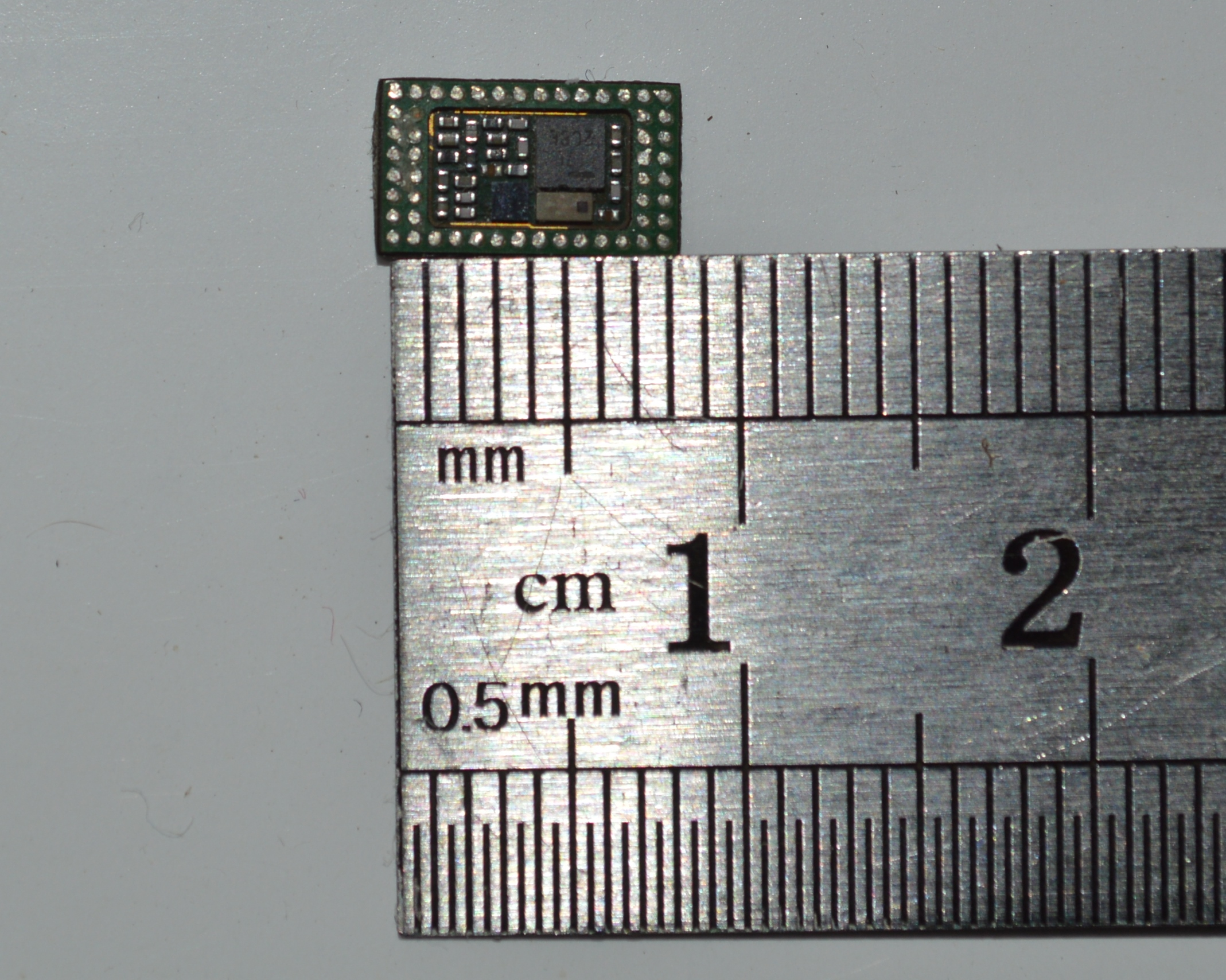

التصغير هو توجه لتصنيع المنتجات والأجهزة الميكانيكية والبصرية والإلكترونية بحيث تكون أصغر من أي وقت مضى. وتشمل الأمثلة عنه تصغير الهواتف المحمولة والحواسب وتقليص حجم المحرك للمركبة. في الإلكترونيات، يؤدي تقليص الحجم والتصغير الأسي لترانزستورات موسفت السيليكونية (ترانزستورات موس) إلى تضاعف متوسط عدد الترانزستورات على شريحة دارة متكاملة كل عامين، ملاحظة تُعرف بقانون مور. وهذا يؤدي إلى دارات متكاملة باستخدام ترانزستورات موس مثل المعالجات الدقيقة ورقائق الذاكرة تُبنى مع كثافة توزع للترانزستورات متزايدة، ومع أداء أسرع، وانخفاض استهلاك للطاقة، ما يسمح بتصغير الأجهزة الإلكترونية.

## تاريخ
يرتبط تاريخ التصغير بتاريخ تكنولوجيا المعلومات بناءً على أجهزة التبديل المتعاقبة، كل منها أصغر وأسرع وأرخص من سابقتها. خلال الفترة المشار إليها بالثورة الصناعية الثانية، اقتصر التصغير على الدوائر الإلكترونية ثنائية الأبعاد المستخدمة في معالجة المعلومات. يتجلى هذا التوجه في استخدام الصمامات المفرغة في الحواسيب الأولى للأغراض العامة. أعطت التكنولوجيا المجال لتطوير الترانزستورات في الخمسينات من القرن العشرين، ثم تطور نهج الدوائر المتكاملة (آي سي) بعد ذلك.
اخترع محمد محمد عطا الله وداون كانج في مختبرات بل ترانزستور موسفت (ترانزستور الأثر الحقلي للأكاسيد المعدنية لأشباه الموصلات) في عام 1959، وعُرض في عام 1960. كان موسفت أول ترانزستور صغير الحجم بحيث يمكن تصغيره وإنتاجه على نطاق واسع لمجموعة واسعة من الاستخدامات، بسبب الإمكانية العالية لتغيير حجمه وانخفاض استهلاكه للطاقة، ما يؤدي إلى زيادة كثافة توزع الترانزستورات. هذا الأمر جعل من الممكن بناء رقائق دارات متكاملة (آي سي) عالية الكثافة، ما أتاح تطبيق ما سيعرف لاحقًا بقانون مور.
في أوائل الستينيات من القرن العشرين، أدرك غوردون مور، الذي أسس لاحقًا إنتل، أن الخصائص الكهربائية وإمكانية تغيير الحجم المثالية للأجهزة المكونة من الترانزستورات ستؤدي إلى زيادة مستويات تكامل الدارات بسرعة ونمو لا مثيل له في التطبيقات الإلكترونية. قانون مور، الذي وصفه غوردون مور في عام 1965 وسُمي باسمه فيما بعد، توقع أن يتضاعف عدد الترانزستورات في دارة متكاملة مع تكلفة تصنيع دنيا للعنصر كل 18 شهرًا.
في عام 1974، أدرك روبرت دينارد من شركة آي بي إم تقنية تغيير حجم ترانزستور موسفت بسرعة وصاغ قاعدة دينارد لتغيير الأحجام المتعلقة بترانزستور موسفت. ومنذ ذلك الحين، أصبح تغيير الحجم لترانزستور موسفت وتصغيره القوة الدافعة الرئيسية وراء قانون مور. وهذا يتيح بناء دارات متكاملة مثل المعالجات الدقيقة ورقائق الذاكرة بأحجام أصغر وبكثافة توزع للترانزستورات أكبر.
وصف مور تطور التصغير في عام 1975 خلال الاجتماع الدولي بخصوص الأجهزة الإلكترونية، حيث أكد توقعه السابق بأن الدارات المتكاملة المصنوعة من السيليكون ستهيمن على الإلكترونيات، مؤكدًا أنه خلال الفترة الماضية منذ توقعه كانت هذه الدارات قد أصبحت بالفعل أجهزة عالية الأداء وبدأت تصبح أرخص. أصبح هذا ممكنًا من خلال عملية تصنيع موثوقة، والتي تضمنت التصنيع بطريقة التجهيز على دفعات. وتستخدم خطوات الطباعة الضوئية والمعالجة الميكانيكية والكيميائية لإنشاء ترانزستورات متعددة على رقاقة واحدة من السيليكون. كان مقياس فعالية هذه العملية هو إنتاجها، وهو نسبة عدد الأجهزة العاملة إلى عدد الأجهزة التي تعاني من عيوب، ومع إنتاجية مقبولة، فإن حجم ترانزستور أصغر يعني أنه من الممكن وضع عدد أكبر من الترانزستورات على رقاقة واحدة، ما يجعل إنتاج كل واحد أقل تكلفة.
التصغير، المعروف أيضًا بالتقلص أو تقليل الحجم، له العديد من الجوانب المفيدة. يمكن أن تستخدم هذه الكلمات في الحياة اليومية أو أثناء المحادثة من قبل عدد كبير من الناس.